# Via lucis
Via lucis, v českém překladu Cesta světla, je spis Jana Amose Komenského. Napsal ho v letech 1641–1642 v anglickém exilu a prvně vydal roku 1668 v nizozemském Amsterdamu. Text je psán latinsky. Komenský v díle vyjádřil své ideje křesťanské nápravy skrze vševědu, neboli pansofii. Doplňuje tak nástin programu pansofie ze spisku Consultationis delineatio (Kratičký náčrt porady) a rozvíjí ideu světla (jakožto třetí síly světa vedle hmoty a ducha) ze spisu Physica (Fyzika). Zdůrazňuje, že vševěda může odstranit mravní bídu světa. Prakticky Komenský doporučuje čtyři všenápravné reformy: 1) vydávání poučných knih srozumitelných všem, 2) zřízení obecných škol přístupných všem, 3) založení univerzálního sboru učených mužů (jakési globální, celosvětové akademie věd), 4) zřízení nového univerzální jazyka (nemůže dle něj jít o latinu, která je mnohým národům příliš vzdálená). K myšlenkám pansofie se Komenský ještě vrátil ve svém stěžejním díle Consultatio (Obecná porada).
V díle je také vyjádřena myšlenka, že Bůh stvořil jen světlo, nikoli tmu (zlo), která sama nemá podstatu, tma je jen nedostatkem světla, a proto stačí soustředit dostatek světla (moudrosti, vědění, dobra) a tma (zlo, nevědomost) je poražena, ustoupí bez obrany. 
Zavedený název je zkráceninou původního, jenž zněl Via lucis vestigata et vestiganda, hoc est Rationabilis disquisitio, quibus modis intellectualis animorum lux, Sapientia, per omnes omnium hominum mentes et gentes jam tandem sub mundi vesperam feliciter spargi possit. Libellus ante annos viginti sex in Anglia scriptus, nunc demum typis exscriptus et in Angliam remissus. Jeho možný překlad zní: Cesta světla sledovaná a hodná sledování, to jest Uvážlivá rozprava, kterak by se mohlo intelektuální světlo Ducha, Moudrost, před soumrakem světa už konečně šťastně rozptýlit do myslí všech lidí i národů. Knížka sepsaná v Anglii před dvaceti šesti léty, nyní teprve vytištěná a poslaná zpět do Anglie.